# Jeux asiatiques d'hiver de 2029
Navigation
Édition précédente
Les Jeux asiatiques d'hiver de 2029 constituent la neuvième édition des Jeux asiatiques d'hiver qui devrait se tenir en 2029 à Trojena, dans les monts de Madian, en Arabie saoudite. 
L'annonce du lieu de l'évènement par le Conseil olympique d'Asie en 2022 a provoqué de nombreuses réactions dans le monde, notamment en raison du climat de la péninsule arabique incompatible avec des sports d'hiver sans déployer des moyens financiers et matériels importants,. 
Par ailleurs, les retards importants accumulés par la structure d'accueil risquent de compromettre le projet. 